# Михаил Сириец
Михаил Сириец (также известный как Михаил Великий 1126—1199; сир. ܡܪܝ ܡܝܟܐܝܠ ܪܒܐ) — патриарх Сирийской православной церкви в 1166 — 1199 годах, автор самой подробной средневековой хроники, написанной на сирийском языке.

## Биография
Сведения о жизни Михаила известны из труда Бар-Эбрея.
Михаил родился в 1126 году в Мелитене в семье священника Элия (Элиаса) Киндаси и поступил в монастырь Мар Барсаума в детстве. В 1162 году он обратил внимание на то, что паломникам на празднике Св. Бар Саумы не хватает воды, которую в монастырь привозили на мулах. Михаилу помог епископ Мардина Бар Иоанн, который «изучил искусство геометрии, он легко проводил и доставлял воду туда, где это было необходимо». Иоанна попросили прибыть в монастырь Мар Барсаума, и он показал чертежи, объяснив, как можно устроить водопровод, но многие монахи не верили в успех начинания и были против. В 1163 году Михаил Сириец стал настоятелем монастыря, в том же году он начал прокладку водопровода из глиняных труд от источника на вершине горы. 24 августа 1163 года работы были закончены. 
В Анонимной Сирийской хронике 1234 года сообщается, что в 1163 году зима была суровой, и из-за количества снега река поднялась так сильно, что мельница монастыря была затоплена. Этой рекой может быть только Кяхта Чай далеко ниже монастыря на горе. Видимо, речь о монастыре Барсаума у подножия горы. В 1163 году монастырь был полностью сожжён при пожаре. В пожаре пропала библиотека с манускриптами, в том числе и все рукописи Михаила Сирийца, проживавшего и трудившегося в нём. В следующем году монахи построили южную башню. В 1169 году в монастыре похоронили патриарха Афанасия VIII, и новым патриархом стал Михаил. Он возвёл в монастыре, ставшем резиденцией патриарха, патриарший дом, гостевой дом, расширил библиотеку. В 1180 году в монастыре был заключён ученик Михаила Сирийца, Теодор Бар Вахбун, который отверг доктрину монофизитов и пришёл к православию. Сторонники выбрали его раскольничьим патриархом в Амиде в 1180 году под именем Иоанн, в то время как Михаил был выбран патриархом в Антиохии. Однако патриархом Бар Вахбун был недолго — он был схвачен и заточён в монастыре Барсаума, откуда ему удалось сбежать со стен по веревке.
Михаил Сириец сообщал, что сельджукский султан Кылыч Арслан II хорошо относился к христианам. В 1181 году он приехал в Мелитену, пригласил Михаила к себе, принял его с почётом и выслушал речь Михаила с цитатами Святого писания. Итогом этой беседы стал ценный дар, попавший ему в руки в 1176 году при разграблении византийского лагеря после битвы при Мирионкефалоне:

В воскресенье он прислал нам руку из чистого золота, инкрустированную драгоценными камнями и жемчугом, в которой были найдены мощи святого Петра, главы апостолов.
В субботу 30 июля 1183 монастырь Мар Барсаума сгорел. Пожилой монах забыл в келье восковую свечу и пошёл в виноградник. От этой свечи огонь охватил мебель и другие деревянные предметы, крыши и стены всех камер были деревянными. Монахи успели вынуть ковчег, в который была помещена десница Мар Барсаума и реликварий с десницей Св. Петра. Сгорели все кельи, дома общины, старая церковь, библиотека. Как писал Михаил Сириец:

В своей ярости он [огонь] плавил железо и превращал камни в известь. Сами двери монастыря, которые были железными, сгорели; стены осыпались; Короче говоря, не сохранилось абсолютно ничего, кроме новой церкви, которая все ещё строилась, высокой башни монастыря, грота печи и так называемой внешней двери Гаргара.
Реконструкция монастырских построек заняла три года. Михаил Сириец воздвиг «новую церковь» монастыря, вместо разрушенной пожаром, но потребовалось ещё два года, чтобы выполнить роспись. Освящение церкви состоялось в мае 1192 года. Для построенных между 1180 и 1193 годами сооружений использовали материалы «языческого храма с близлежащей горы» (возможно, гробницы Антиоха Великого на Немрут-Даге). В 1199 году Михаил Сириец скончался и был похоронен перед северным алтарем построенной им новой церкви.
Умер в монастыре Бар Саума 7 ноября 1199 года.

## Труды
До нашего времени дошли разные его рукописи, но в историографии Михаил Сириец стал известен как автор «Хроники», охватывающей период от Сотворения мира до XII века. «Хроника» представляет ценность тем, что в её составе сохранились фрагменты ныне утерянных сочинений.
«Хроника» включает в себя версию свидетельства Флавия, также свидетельствует о терпимости франков-католиков к миафизитам. В ней не содержится упоминаний о каких-либо трудностях из-за споров по христианской вере в Палестине и Сирии.
Сочинение дошло в виде единственной копии, написанной в 1598 году сирийским письмом. В настоящее время эта рукопись хранится в церкви Алеппо и недоступна для изучения. Французский учёный Ж.-Б. Шабо сделал рукописную копию и опубликовал её с французским переводом. Также существует сокращённый армянский перевод 1246 года, с которого Виктор Ланглуа опубликовал перевод на французский в 1868 году.

### Публикации трудов
- Michel le Syrien. Chronique / J.-B. Chabot. — Paris: Roger Pearse, 1899. — Vol. I.
- Michel le Syrien. Chronique de Michel le Syrien / J.-B.Chabot. — Paris: Roger Pearse, 1905. — Vol. 2.
- Michel le Syrien. Chronique de Michel le Syrien / J.-B.Chabot. — Paris: Roger Pearse, 1905. — Vol. 3.
- Michel le Syrien. Chronique / J.-B. Chabot. — Paris: Roger Pearse, 1910. — Vol. IV.
- Гусейнов Р. А. Михаил Сириец и его «Хроника»: [Отрывки] // Гусейнов Р. А. Сирийские источники XII—XIII вв. об Азербайджане. — Баку: Изд-во Акад. наук АзССР[азерб.], 1960. — С. 14—52.
- Гусейнов Р. А. Из «Хроники» Михаила Сирийца: [Кн. 15] // Письм. памятники Востока: Историко-филол. исслед. Ежегодник 1973. — М.: Наука, Глав. ред. вост. лит., 1979. — С. 26—54.
- Гусейнов Р. А. Из «Хроники» Михаила Сирийца: (Ст. вторая): [Кн. 16] // Письм. памятники Востока: Историко-филол. исслед.: Ежегодник 1974. — М.: Наука, Глав. ред. вост. лит., 1981. — С. 11—29.
- Гусейнов Р. А. Из «Хроники» Михаила Сирийца: (Ст. третья): [Кн. 17] // Письм. памятники Востока: Историко-филол. исслед: Ежегодник 1975. — М.: Наука, Глав. ред. вост. лит., 1982. — С. 16—33.
- Гусейнов Р. А. Из «Хроники» Михаила Сирийца: (Ст. четвертая): [Кн. 19 и 20] // Письм. памятники Востока: Историко-филол. исслед.: Ежегодник 1976—1977. — М.: Наука, Глав. ред. вост. лит., 1984. — С. 73—91.
- Гусейнов Р. А. Из «Хроники» Михаила Сирийца: (Ст. пятая): [Кн. 21] // Письм. памятники Востока: Историко-филол. исслед.: Ежегодник 1978—1979. — М.: Наука, Глав. ред. вост. лит., 1987. — С. 45—56.
- Гусейнов Р. А. «Краткая история Армении» : Из «Хроники» Михаила Сирийца // Кавказ и Византия: [Сб. ст.]. — Ереван: Изд-во АН АрмССР, 1979. — Вып. 1. — С. 184—199.

### Исследования
- Гусейнов Р. А. К истории тюрок XI—XII веков : (По материалам сироязычн. хроники XII в.) // Тр. / Ин-та истории Акад. наук Азербайджана. — Баку, 1957. — Т. XII. — С. 95—149.
- Гусейнов Р. А. «Хроника» Михаила Сирийца // Палестин. сб. — М.; Л.: Изд-во АН СССР, 1960. — Вып. 5 (68). — С. 85—105.
- Гусейнов Р. А. «Хроника» Михаила Сирийца и «Всеобщая история» Бар Эбрея как источники по истории Юго-Восточной Европы (IX—XII вв.). — М.: Б. и., 1966. — 18 с. — (Междунар. ассоциация по изуч. стран Юго-Вост. Европы. Первый конгр. балкан. исслед. [София, 26 авг. — 1 сент. 1966 г.]. Сообщ. Сов. делегации).
- Гусейнов Р. А. «Хроника» Михаила Сирийца как источник по истории тюрок XI—XII вв. в Передней Азии: Автореф. дис. … к. ист. н. — М.: Ин-т востоковедения АН СССР, 1955. — 12 с.
- Кораев Т. К. Михаил Сириец // Православная энциклопедия. — М., 2017. — Т. XLVI : Михаил Пселл — Мопсуестия. — С. 21—24. — 36 000 экз. — ISBN 978-5-89572-053-0.
- Brock Sebastian P. Syriac Historical Writing: A Survey of the Main Sources (англ.) // Journal of the Iraq Academy: Syriac Corporation. — 1980. — Vol. 5. — P. 1–30.
- Bar-Abrahem Abdulmesih. Patriarch Michael the Great: Beyond his World Chronicle (англ.) // Journal of Assyrian Academic Studies. — 1998. — Vol. 12, no. 2. — P. 33–45. [ Архивировано] 20 апреля 2003 года.
- Bcheiry Iskandar. A List of the Syrian Orthodox Patriarchs between 16th and 18th Century: A Historical Supplement to Michael the Syrian's Chronicle in a MS. of Sadad (англ.) // Parole de l'Orient. — 2004. — Vol. 29. — P. 211–261.
- Brock Sebastian P. A Brief Outline of Syriac Literature (англ.). — Kottayam: St. Ephrem Ecumenical Research Institute, 1997.
- Thierry M. Monuments chrétiens inédits de Haute-Mésopotamie // Syria. Archéologie, Art et histoire. — 1993. — Т. 70, вып. 1. — С. 192–195. — doi:10.3406/syria.1993.7323.
- Kaufhold H. Notizen zur späten Geschichte des Barʛaumô-Klosters // Hugoye: Journal of Syriac Studies. — 2000. — Vol. Vol. 3.2. — P. 223–246.
- Leroy J. Monachisme oriental aux Xe-XIIIe siècles // Actes des congrès de la Société des historiens médiévistes de l'enseignement supérieur public. — 1974. — Т. 5, вып. 1. — С. 195–216. — doi:10.3406/shmes.1974.1198.
- Duval R. Syriac Literature / tr. Olivier Holmey. — Gorgias Press, 2013. — 379 с. — ISBN 978-1-61143-962-5.
- Badwi A., Baroudi F. Le couvent de Mar Barsauma : redécouverte du site (фр.) // Parole de l'Orient. — 2006. — Vol. 31. — P. 243—256.
- Rey E. Les colonies franques de Syrie aux XIIe et XIIIe siècles, par E. Rey.. — GENÈVE: IMPRIMERIE HENRI TREMRLEY, 1883. — С. 80.